# Kolonistenhaus
Der preußische König Friedrich II. legte mit Edikten und Dekreten zur Bevölkerungsmehrung eine Grundlage für seine Friderizianische Kolonisation, die Schaffung von rund 900 Kolonien in der preußischen Monarchie. Der König rief rund 60.000 Siedler in sein Land. Nach den Bevölkerungsverlusten durch den Siebenjährigen Krieg sollte Preußen gestärkt werden. In Schlesien gab es um 1740 rund 992.000 Menschen und bis 1770 wuchs die Bevölkerung auf 1.327.000 Menschen an. Die angeworbenen „Kolonisten“ errichteten in diesen Kolonien einfache Kolonistenhäuser aus den zur Verfügung stehenden regionalen Baustoffen. Die Kolonisten waren überwiegend böhmisch-mährische und Salzburger Exulanten, Holländer, Sachsen, Hessen, Rheinländer und Hugenotten. Bis 1806 entstanden 25.000 Bauernstellen und ca. 400 neue Ortschaften.

## Geschichte

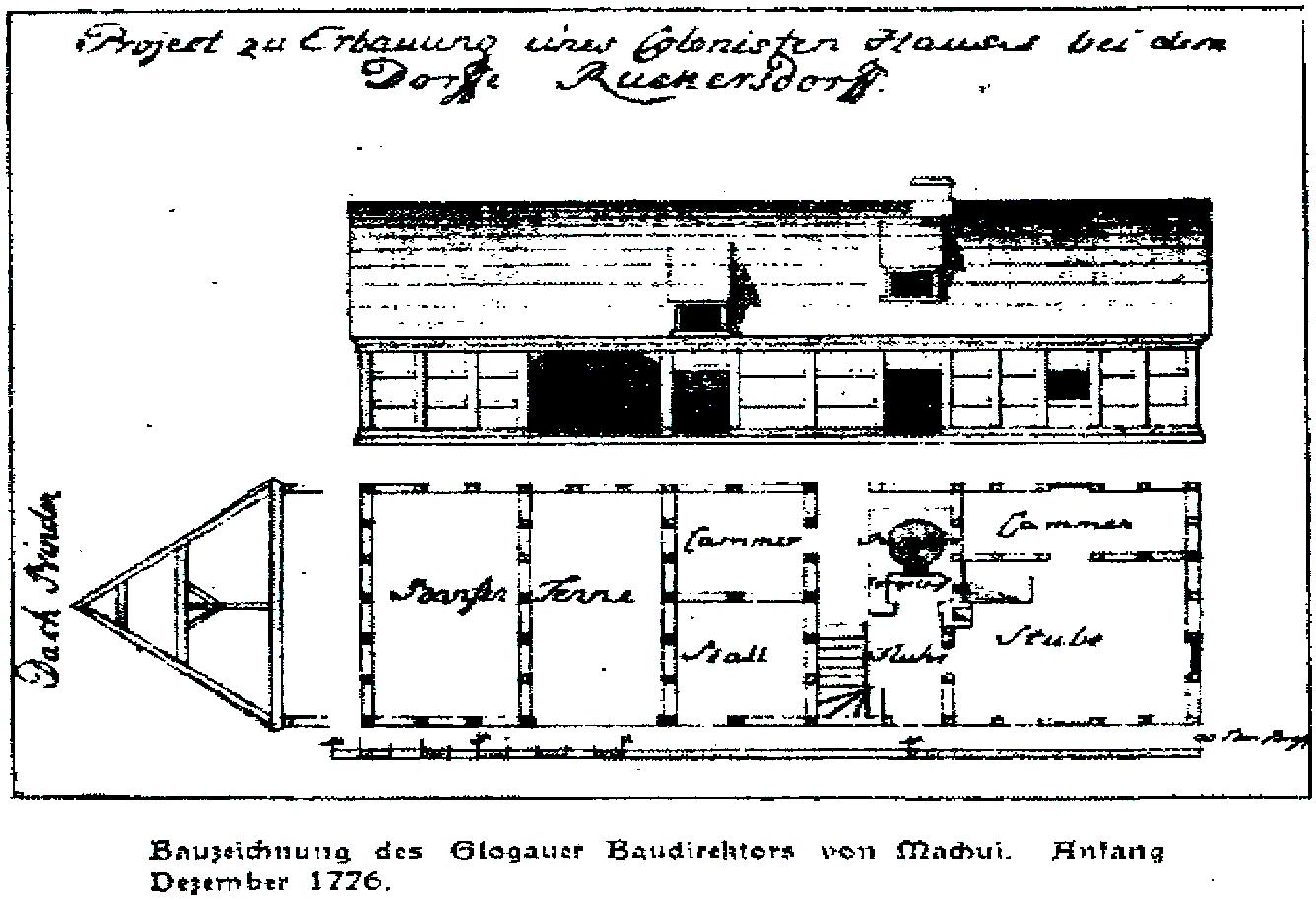
Kolonistenhaus von 1776, Sprottauer Hausmuster für Rückersdorf

Die Kriegs- und Domänenverwaltungen lenkten die Organisation des großen Vorhabens neue Ortschaften auf preußischem Gebiet zu erbauen. Sie warben mit der Enrollierungsfreiheit und dem sozialen Stand der Freigärtner Interessenten. Diese mussten zweckmäßige Handwerksberufe ausüben. Der Dorfaufbau, die Kolonistenhäuser, die Nebengelasse, sowie die zu errichtenden Scheunen wurden geplant. Überwiegend wurden Reihendörfer konzipiert. Eines der Häuser war dem Dorfschulzen und Kretschmann vorbehalten, kleinere Häuser bauten die Kolonisten in Eigen- und Kollektivleistung auf. Die Vermessungen wurden nach dem 1721 eingeführten otetzkoisches Maß von König Friedrich Wilhelm festgelegt. Die abgebildete Musterzeichnung des schlesischen Baudirektors Machui aus Glogau von 1776 gab die Hausaufteilung für die Kolonistenhäuser in Niederschlesien im Raum Sprottau vor. Dieses Haus war in drei Sektionen à 2,75 Metern und eine Sektion mit 4,5 Metern, mit der Gesamtlänge von 12,75 Metern, aufgeteilt. Die Breite des Hauses betrug 4,5 Meter. Die Größe des Wohnbereichs betrug ohne Küche etwa 26 Quadratmeter.
Die Innenaufteilung des Hauses:
- Die Stube, die auch als Weberstube diente = 11,25 Quadratmeter
- Zwei Kammern = jeweils 6 Quadratmeter
- Küche mit Kamin und Kochkessel = 6 Quadratmeter
- Flur mit Treppe zum Wohnboden mit Spitzdach
- Stall für Kleinvieh
- Tenne
- Seitlicher Raum mit möglichen Stauraum unter dem Dach und über der Tenne

## Kolonistenhäuser in den preußischen Provinzen
Die genannten Kolonien sind eine Auswahl und nicht vollständig.
- Brandenburg

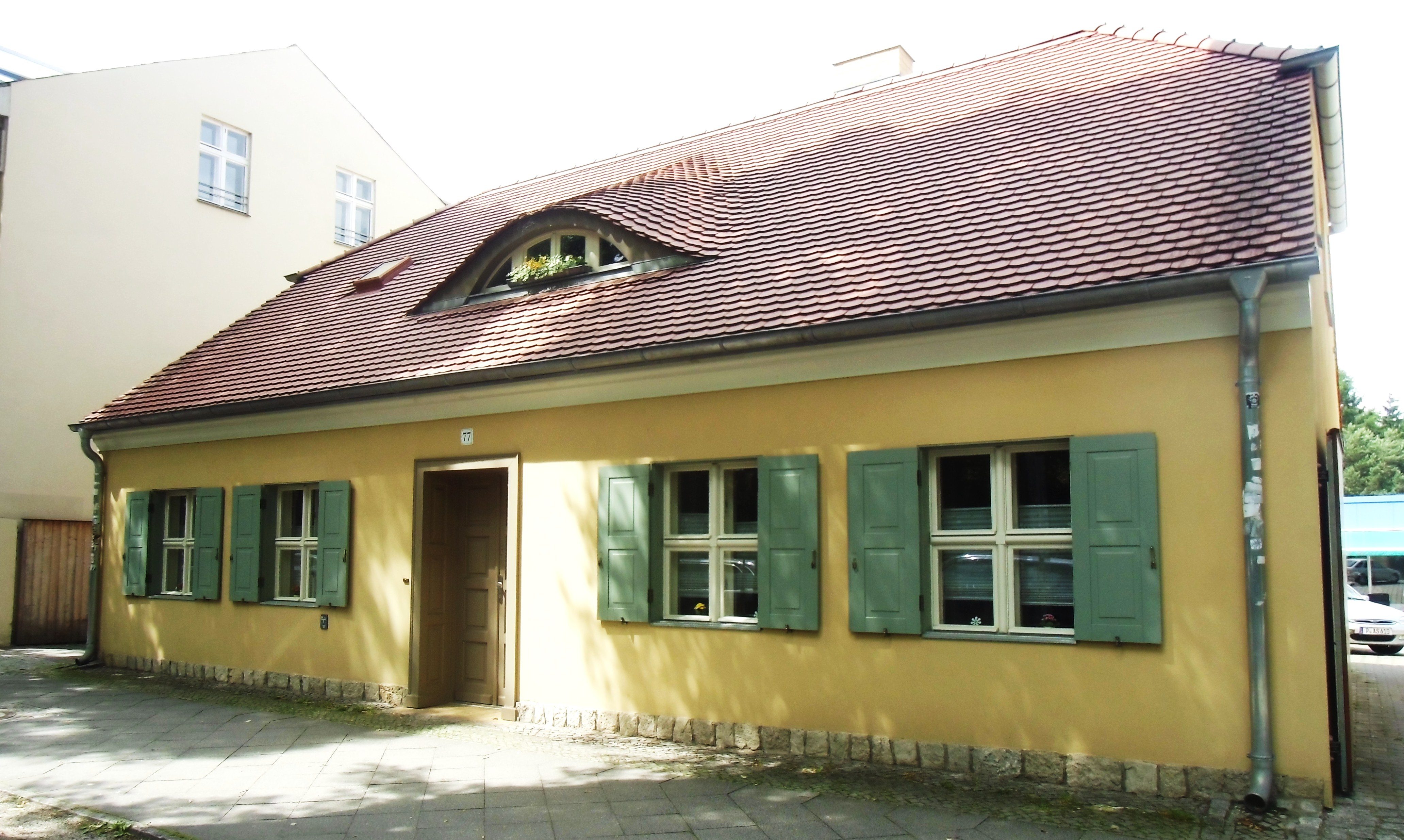
Kolonistenhaus in Potsdam-Babelsberg, ehem. Nowawes
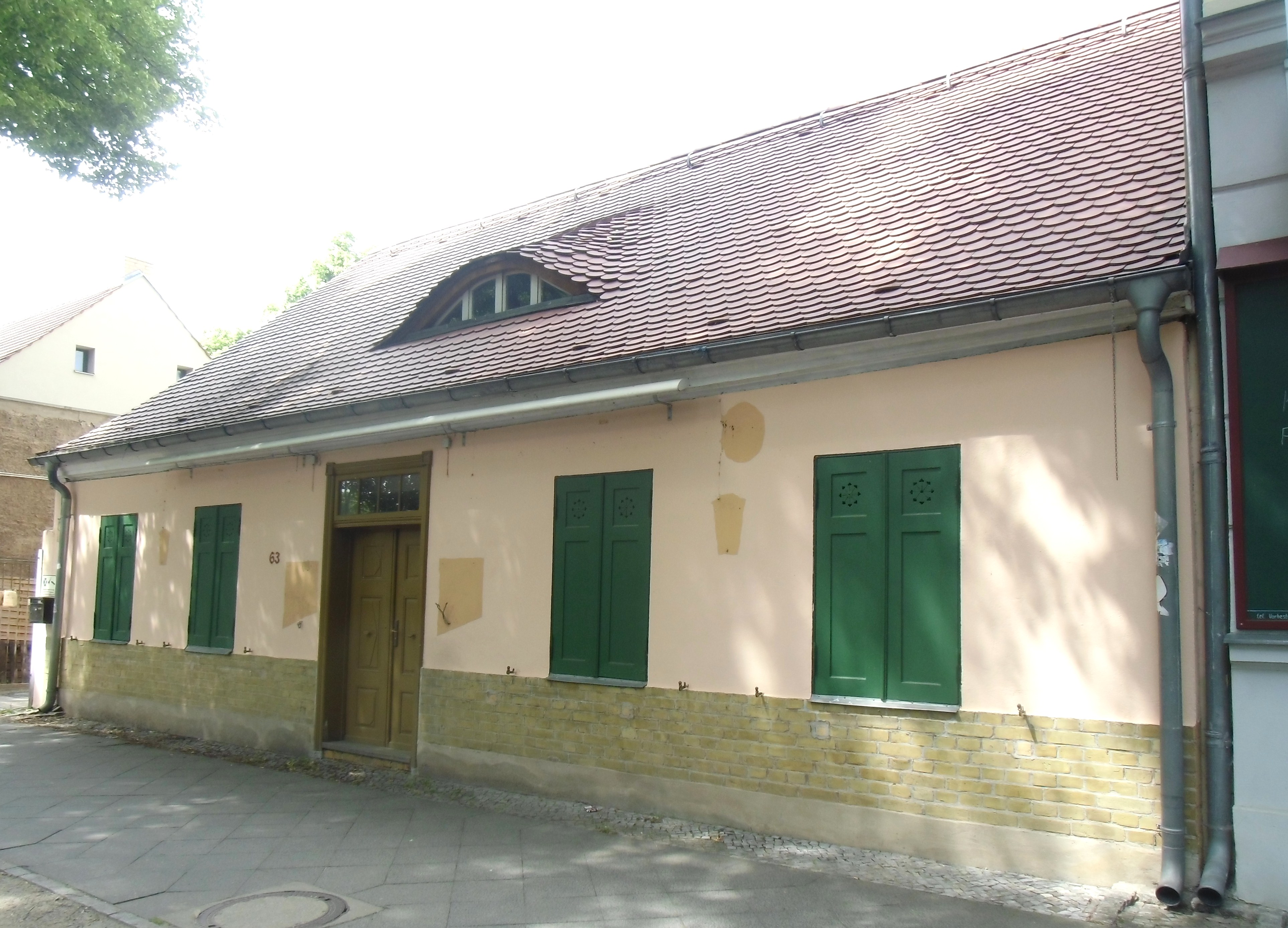
Kolonistenhaus Babelsberg-Potsdam
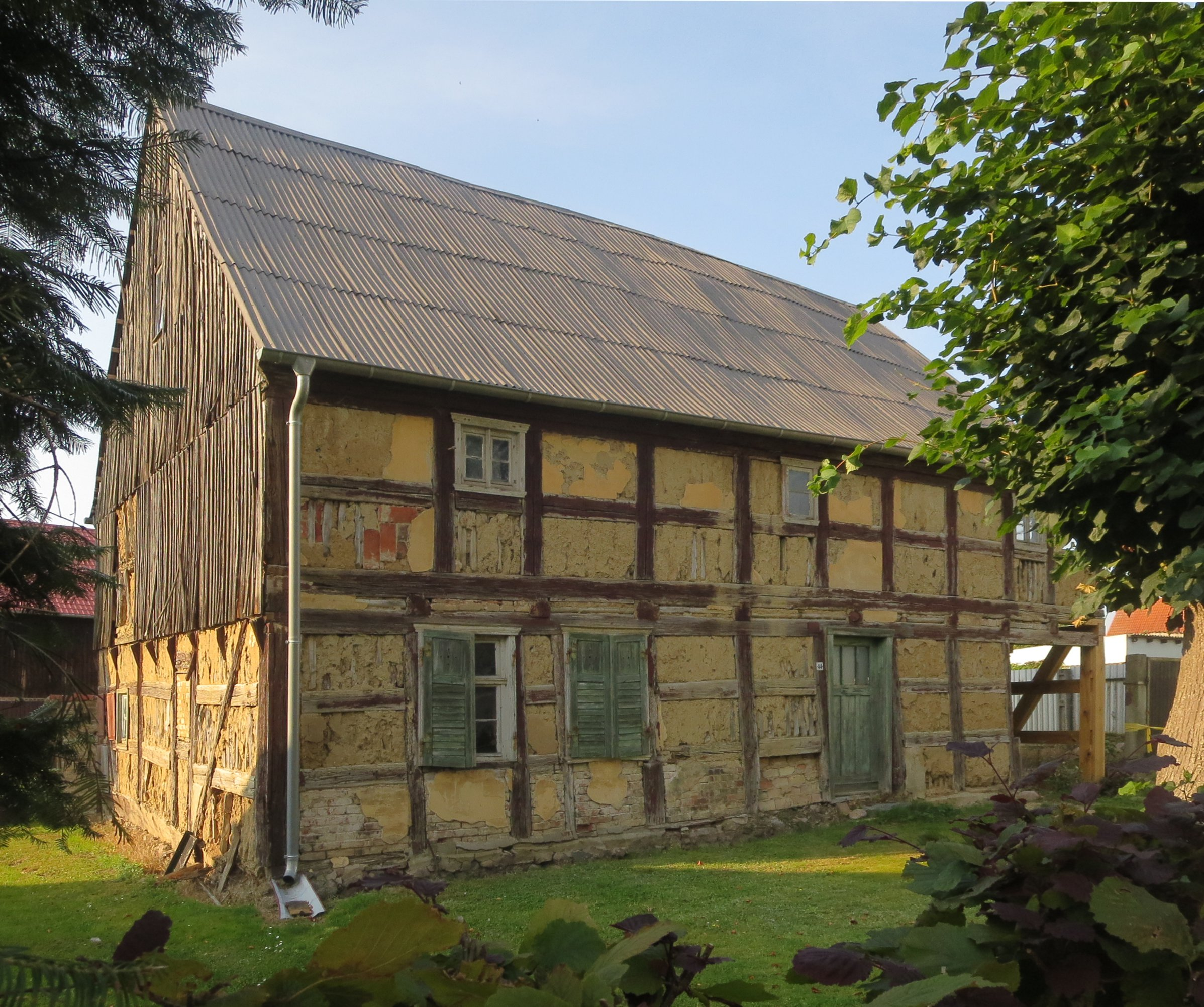
Kolonistenhaus in Hammelspring, Hugenotten um 1699
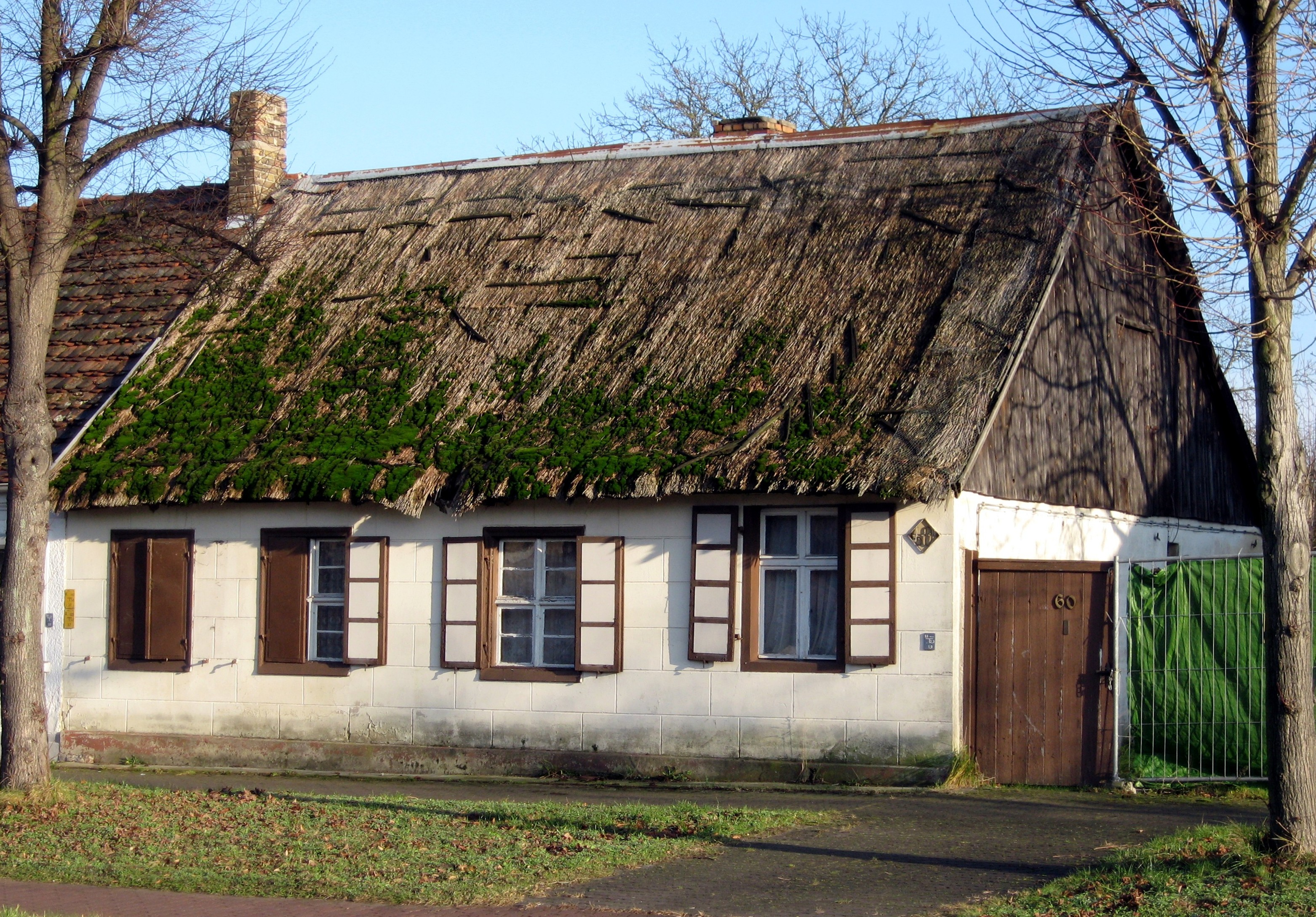
Kolonistenhaus in Schönwalde (Barnim)

- Niederschlesien

Kolonien: Rückersdorf; 1775 Eckartswaldau; 1776 Sprottischwaldau; 1776 Reußenfeldau; 1786 Charlottenhhal; 1775 Neue Forst; 1781 Alte Forst; 1777 Schönthal; 1783 Georgenruh

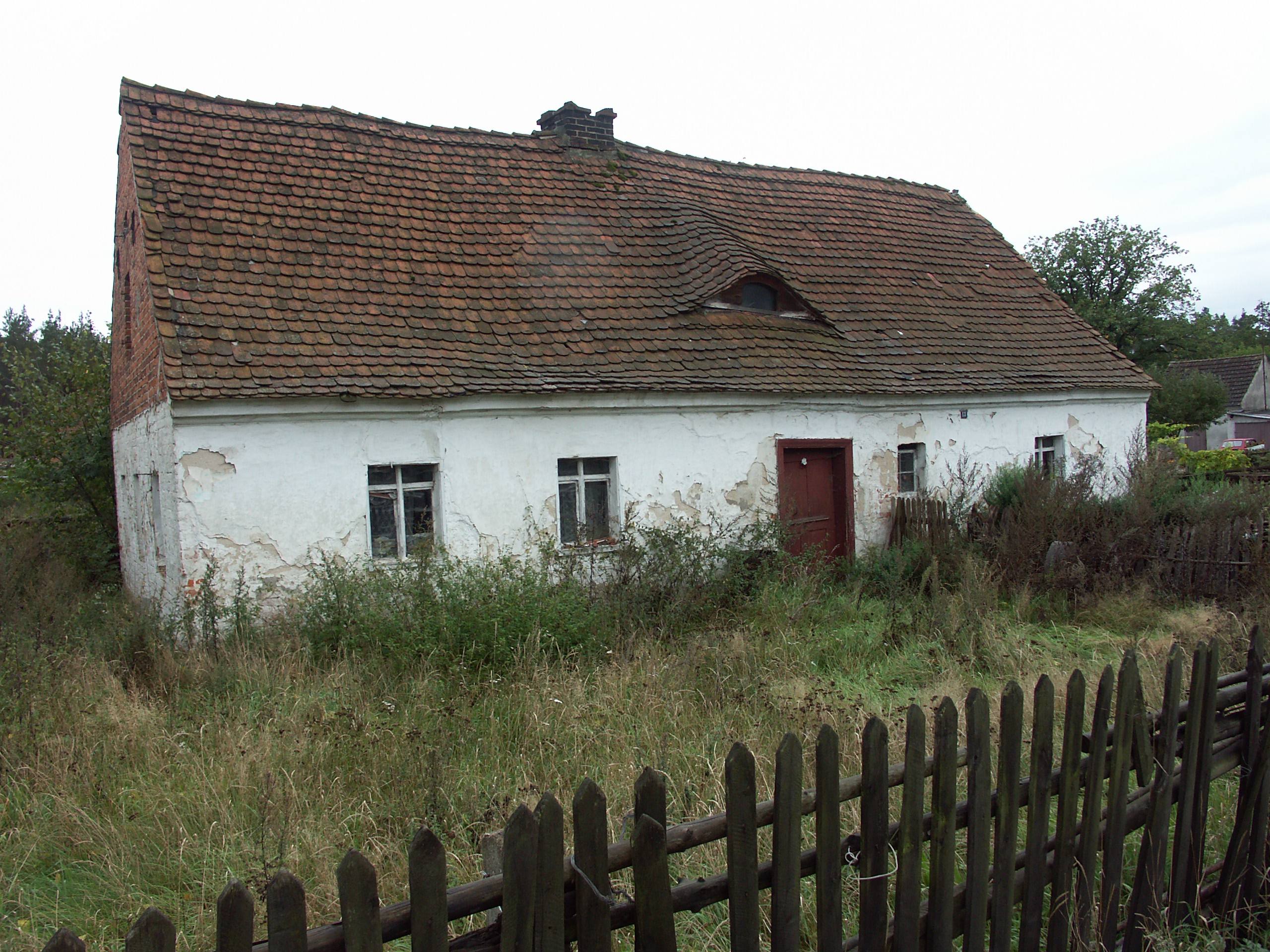
Kolonistenhaus Sprottischwaldau 1777

-Vormals sächsische Exulantenkolonien im Queiskreis: 1663 Neu-Gebhardsdorf, 1674 Ober-Gebhardsdorf, 1710 Estherwalde, 1738 Augustthal.
- Oberschlesien

Kolonien: 1749 Hussinetz / poln. Gesiniec; 1750 Friedrichs-Tabor / poln. Tabor Maly; 1750 Ziska; 1764 Podiebrand / poln.Gosciecice Horny u. Dolny sind von evangelischen Böhmen angelegt. 1773 Neuwedel, 1787 Königshuld.

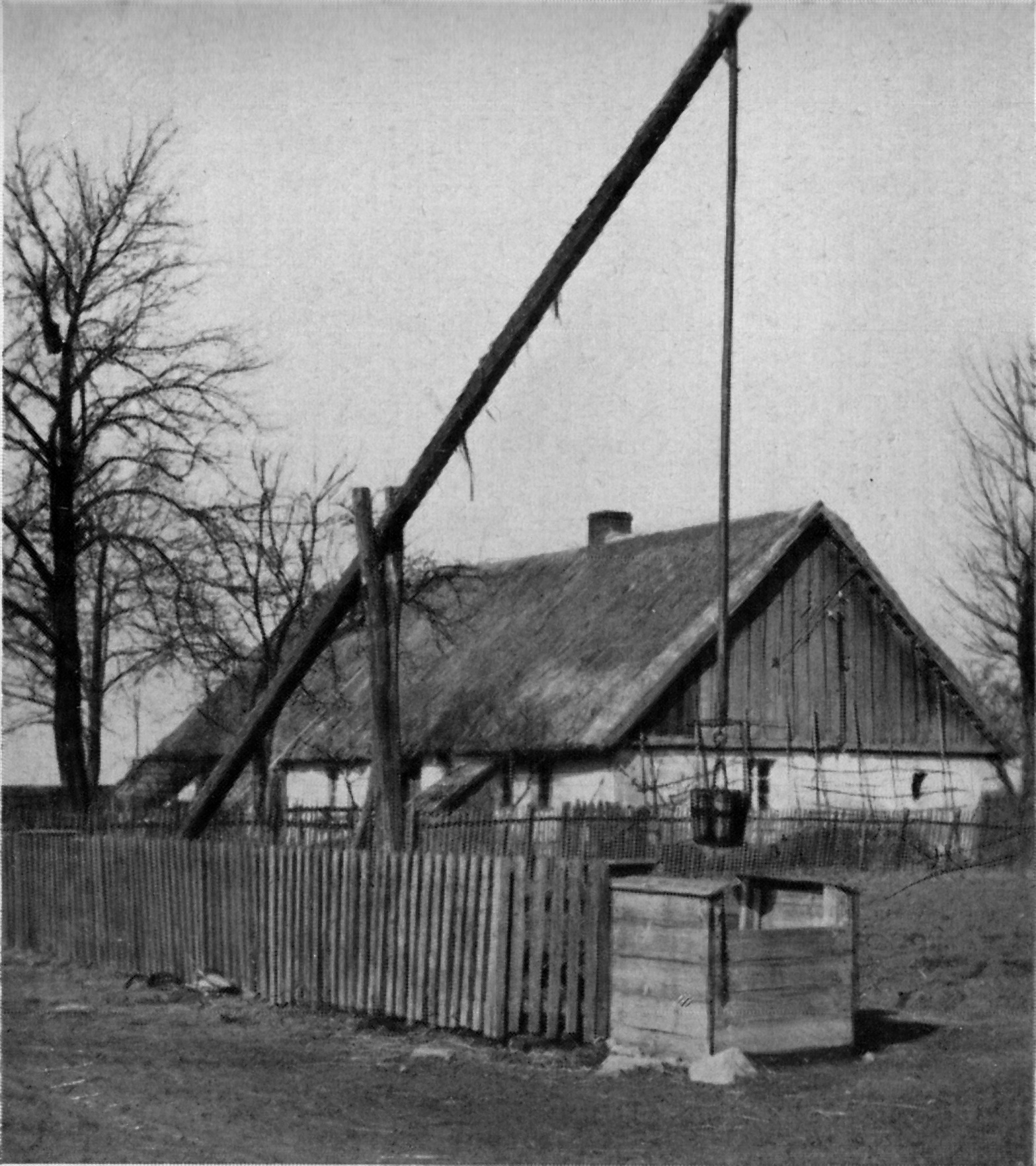
Kolonistenhaus in Buddenbrock bei Ludwigsdorf
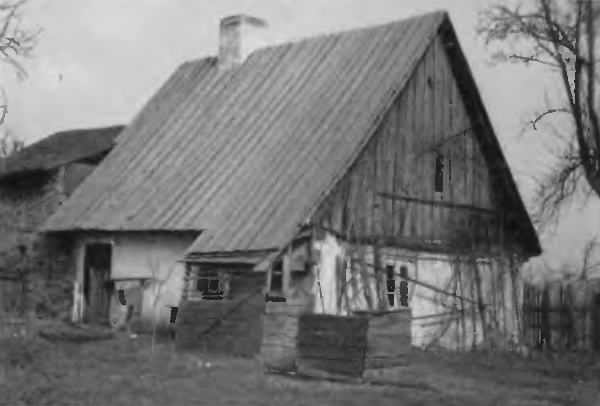
Kolonistenhaus in Neuwedel

- Ostfriesland

Durch das Urbarmachungsedikt des preußischen Königs Friedrich II. vom 22. Juli 1765 für Ostfriesland wurden Kolonien für die Trockenlegung der Sümpfe und Moore gebaut.

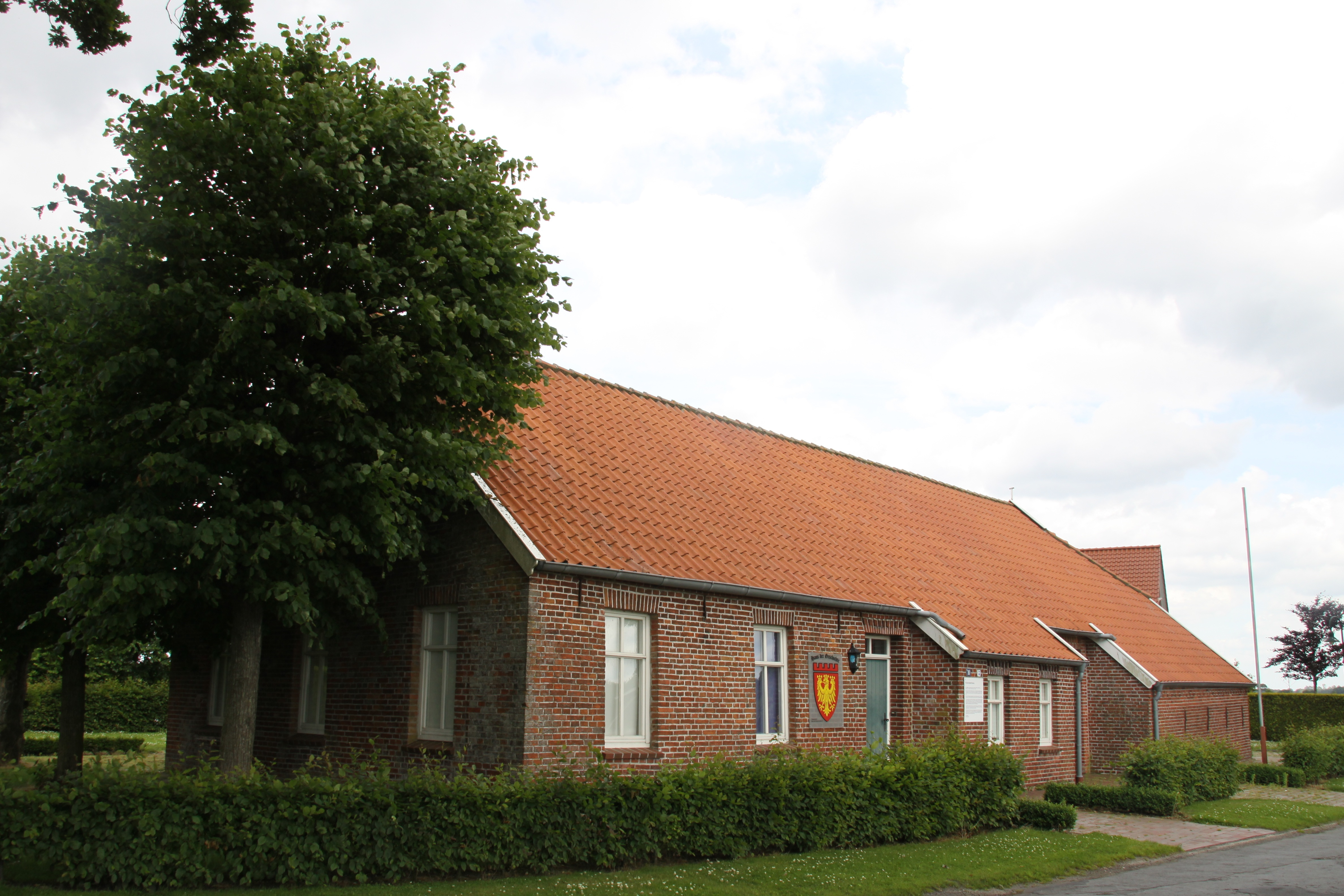
Kolonistenhaus Fehnhusen im Südbrookmerland, nach 1765
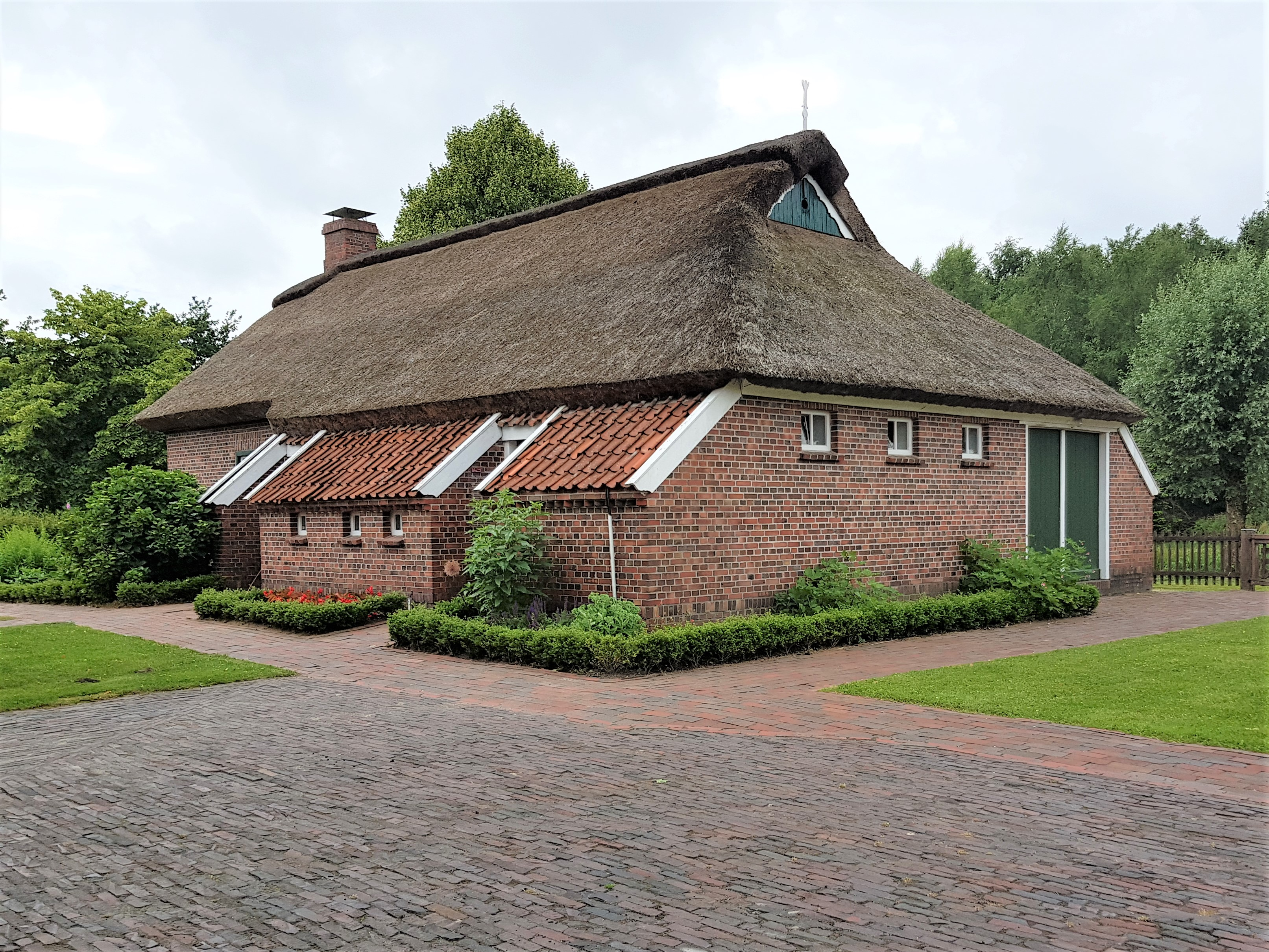
Nachbau eines Kolonistenhauses im Torf- und Siedlungsmuseum Wiesmoor

- Berlin

Kolonistenansiedlungen auch in Schöneberg; Schönlinde; Friedrichshagen; 1754 Rixdorf

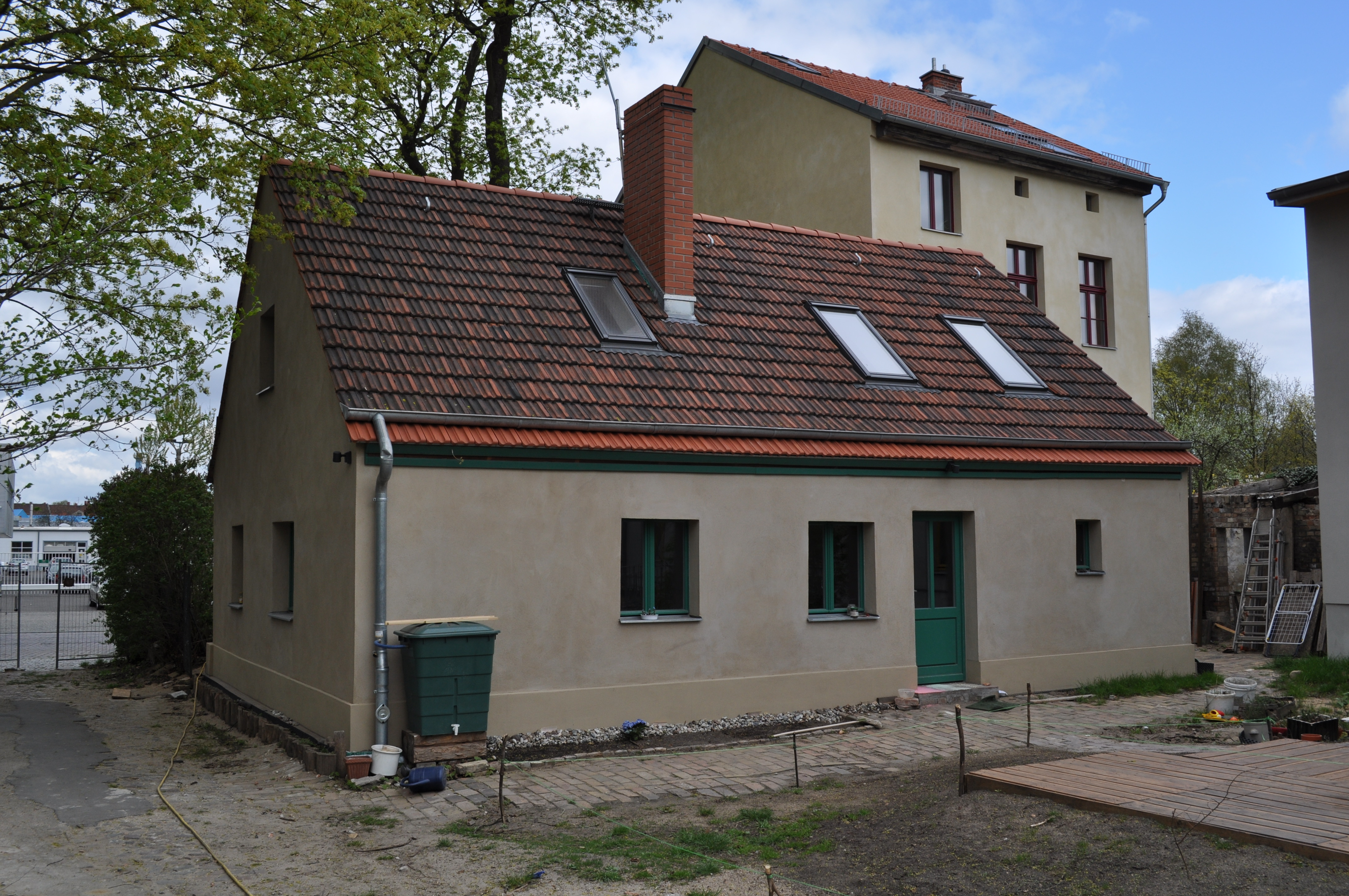
Kolonistenhaus Berlin-Gesundbrunnen, Koloniestr.57

- Niederes Oderbruch: Zäckerick, Gustebiese, Altwriezen, Altwustrow, Neulietzegöricke, Neulewin, Neubarnim
- Pommern/Vorpommern: Leopoldshagen
- Ostpreußen: Großes Moosbruch

## Kolonien im Kurfürstentum Sachsen
Nicht so populäre, aber nicht zu vergessende Koloniegründungen gab es im Kurfürstentum Sachsen infolge der Gegenreformation im benachbarten Böhmen, das zum Reich der Habsburger gehörte. Um ihren protestantischen Glauben leben zu dürfen, erlaubte man böhmischen Glaubensflüchtlingen, im Queiskreis Exulantenkolonien zu gründen, wie zum Beispiel Estherwalde.